# Avensa
Aerovías Venezolanas S.A., más conocida por su acrónimo AVENSA, fue una de las mayores compañías aéreas venezolanas de servicio nacional y cabotaje, existente entre 1943 y 2004. Inició sus operaciones el 13 de mayo de 1943 AVENSA fue una de las aerolíneas más importantes de Venezuela, ofreció destinos a Europa y América y contó con una de las flotas de aeronaves más modernas de la época. La aerolínea era propiedad de la familia Boulton.

## Historia
En junio de 1943, con el apoyo de Pan American World Airways Inc. y Mexicana de Aviación, dos empresarios venezolanos, John Boulton y Andrés Boulton, firmaron el contrato para la explotación del transporte aéreo de servicio general entre Aerovías Venezolanas S.A., AVENSA, y el Gobierno Nacional.
En diciembre de 1943, con una flota compuesta por aviones Ford Trimotor “TIN GOOSE”, se realizó el vuelo inaugural, cubriendo AVENSA desde ese momento las rutas nacionales.
El capital inicial de la Compañía fue suscrito mayoritariamente por accionistas venezolanos y por Pan American World Airways Inc., elevado luego en marzo de 1944 mediante una suscripción hecha por la Línea Aeropostal Venezolana, cuyas acciones fueron vendidas a inversionistas venezolanos a mediados de 1949. En 1946 hubo necesidad de elevar nuevamente el capital de la Compañía, suscripción que fue cubierta principalmente por el grupo Boulton y Pan American World Airways Inc. En abril de 1976, Pan American World Airways Inc. vendió su paquete de acciones al Estado Venezolano, quedando AVENSA en manos de los trabajadores, un grupo de inversionistas venezolanos y del Estado.
AVENSA fue la primera compañía que estableció los vuelos diarios, incluyendo los domingos y días festivos; la primera que estableció atención con azafatas a bordo de sus aviones y la que inició el servicio de vuelos especiales de carga y pasajeros, así como carga en forma regular dentro del país.
Una acertada gerencia y un personal calificado permitieron a esta empresa un desarrollo sostenido durante el transcurso de los años, contando con aviones de última tecnología en cada período, desde Douglas DC-2 y DC-3, Stinson Detroiter, Lockheed 10 y 12, Douglas DC-4; atendiendo 13 ciudades en Venezuela, para luego con la llegada del Curtiss C-46, los Convair 340 y Convair 440 y los Douglas DC-6 B en 1955 para operar vuelos internacionales a Miami, y proseguir su expansión en 1958, incorporando vuelos hacia Montego Bay, Kingston y New Orleans.  Avensa permanecería como línea aérea internacional hasta el inicio de actividades de Viasa en abril de 1961. Esto se debió a que Avensa (junto con Aeropostal, KLM y otros accionistas) era propietaria minoritaria de Viasa, el resto pertenecía al gobierno de Venezuela, que tras tomar las rutas internacionales las tuvo en monopolio hasta los años 1990. Para iniciar operaciones, Avensa arrendó a Viasa un Convair 880 y dos DC-9-10. Como dato curioso de esta época, el 14 de agosto de 1963 un avión de Avensa traslado desde Miami a la base aérea de Palo Negro en el estado Aragua al exdictador Marcos Pérez Jiménez. Marcos Pérez Jiménez había sido extraditado de Estados Unidos. a petición del gobierno de Venezuela para comparecer ante la Corte Suprema de Justicia por malversación de fondos.
En 1964, con la incorporación de los biturbo hélices Fairchild Hiller FH-227 , los Convair Allison 580 y la llegada del Caravelle, comenzó la era del reactor, logrando AVENSA, una vez más, tener aviones de primera línea, como lo fueron posteriormente. AVENSA llegó a tener Douglas DC-9-10/30/50, McDonnell Douglas DC-10, Boeing 727-100/200, los Boeing 737-200/300 y también los Boeing 757-200, llegando a tener más de 30 aviones.
Pero no toda la inversión se centra en la adquisición de equipos de vuelo y por eso fundó la Escuela Técnica “Don Henrique Boulton”, ubicada en las instalaciones de AVENSA, con la finalidad de dictar cursos en las áreas administrativas, operacionales, tráfico aéreo y mantenimiento y el Centro de Adiestramiento de Vuelos, para atender el alto nivel exigido para las tripulaciones de mando, ofreciendo en sus instalaciones novedosos y modernos equipos.
AVENSA, también se dio a conocer en el mundo por haber logrado tener un exquisito servicio a bordo, habiéndose reservado premios al mejor servicio gastronómico a bordo de un avión, saliendo y entrando de Venezuela. En 1978 se funda Servicios Avensa, S.A., SERVIVENSA, empresa que fue concebida para prestarle servicios a AVENSA. Posteriormente, el 21 de diciembre de 1990 se convirtió en línea aérea de vuelos regulares, llegando a tener con los años, hasta 27 aviones. El 18 de diciembre de 1998 AVENSA despegó rumbo a Madrid en un DC-10, para luego ampliar sus operaciones en el Viejo Continente y atender diversas ciudades a través de sus alianzas con otras aerolíneas.

## Quiebra
Durante los años 1994 y 1996 AVENSA dio inicio a la creación de microempresas tercerizadas en donde fungían como socios los antiguos gerentes de los diferentes departamentos, así se crearon microempresas para administrar el hangar, para recursos humanos, para venta de boletos, entre otras.  Con el objeto de evadir impuestos, además de subcontratar al personal y así librarse de las responsabilidades laborales que establecía la normativa legal de Venezuela, esto ocurre durante el período del Gobierno del Dr. Rafael Caldera. Finalmente, los trabajadores fueron despedidos de manera arbitraria y con ofertas impresentables del pago de sus prestaciones sociales o como se les llamó "cajita feliz" o en su defecto pago de dichas prestaciones por giros. Estas "Cajitas felices" borraban todo rastro de trabajo de los funcionarios, quienes quedaron desempleados. Finalmente, Avensa es llevada a la quiebra por sus propios dueños, quienes entregaron el resto de los activos a los accionistas de las microempresas o antiguos gerentes de Avensa.

## Antigua flota
| Aeronaves                | Total | Introducido | Retirado | Matrículas |
| ------------------------ | ----- | ----------- | -------- | --- |
| Beechcraft King Air      | 4     | 1977        | 2004     | YV-T-ADF (re-reg. YV-818P y YV-465CP), YV-467CP, YV-158CP y YV-516CP |
| Boeing 727-100           | 2     | 1982        | 2000     | YV-79C y YV-90C (re-reg. YV-840C) |
| Boeing 727-200           | 23    | 1979        | 2002     | YV-82C (re-reg. YV-839C), YV-80C, YV-81C (re-reg. YV-763C), YV-89C, YV-87C (re-reg. YV-837C), YV-88C (re-reg. YV-765C), YV-90C, YV-91C (re-reg. YV-838C), HK-3845 (re-reg. XA-TYT y YV-845C), YV-76C (re-reg. YV-608C), YV-92C (re-reg. YV-92C), YV-96C, YV-843C, YV-94C, YV-95C, YV-97C, YV-77C (re-reg. YV-768C), N8887Z, YV-74C, YV-75C, YV-762C, YV-823C y YV-822C (re-reg. YV-844C)                                                          |
| Boeing 737-200           | 3     | 1991        | 2002     | YV-79C, YV-74C y YV-52C |
| Boeing 737-300           | 1     | 1989        | 1996     | YV-99C |
| Boeing 757               | 2     | 1990        | 1994     | YV-78C y YV-77C |
| Convair CV-240           | 17    | 1953        | 1992     | YV-C-EVS (re-reg. YV-64C), YV-C-AVC, YV-C-EVA (re-reg. YV-60C), YV-C-AVD, YV-C-AVT (re-reg. YV-58C), YV-C-EVE, YV-C-AVG (re-reg. YV-54C), YV-C-AVA (re-reg. YV-53C y YV-78C), YV-C-EVI (re-reg. YV-62C), YV-86C, YV-C-AVH (re-reg. YV-55C), YV-C-AVT, YV-C-AVZ (re-reg. YV-59C), YV-C-EVJ (re-reg. YV-63C), YV-C-AVP (re-reg. YV-56C), YV-C-EVD (re-reg. YV-61C) y YV-83C                                                                         |
| Convair 880              | 2     | 1961        | 1961     | YV-C-VIB y YV-C-VIA |
| Curtiss C-46 Commando    | 5     | 1954        | 1974     | YV-C-EVF, YV-C-EVC, YV-C-AVK y YV-C-AVB |
| Douglas DC-2             | 5     | 1944        | 1946     | YV-AVG, YV-AVJ, YV-AVH, YV-AVK y YV-AVL |
| Douglas DC-3/C-47        | 30    | 1945        | 2001     | YV-AVJ (re-reg. YV-C-ARJ), YV-AVI (re-reg. YV-C-ARF), YV-C-AVQ, YV-AVP (re-reg. YV-C-AVP), YV-C-AVM, YV-AVE (re-reg. YV-C-AVE), YV-C-AVJ, YV-C-EVO, YV-C-AVL, YV-C-AVS, YV-C-AVU, YV-C-AVZ, YV-C-AVG, YV-C-AVY, YV-C-AVO, YV-C-AVD, YV-C-AVC, YV-C-AVF, YV-C-AVX, YV-C-AVK, YV-505C (re-reg. YV-610C), YV-AVB (re-reg. YV-C-AVB), YV-C-AVJ, YV-C-AVY, YV-761C, YV-C-EVM, YV-AVN (re-reg. YV-C-AVN), YV-C-AVA, YV-C-AVR y YV-98C (re-reg. YV-609C) |
| Douglas DC-4/C-54        | 3     | 1948        | 1955     | YV-C-AVH, YV-C-EVB Y YV-C-AVT |
| Douglas DC-6             | 2     | 1958        | 1964     | YV-C-EVG y YV-C-EVR |
| Embraer EMB 120 Brasilia | 1     | 2002        | 2004     | YV-100C |
| Fairchild F-27           | 5     | 1958        | 1968     | YV-C-EVH, YV-C-EVK, YV-C-EVS, YV-C-EVP y YV-C-EVQ |
| Ford Trimotor            | 2     | 1943        | 1945     | YV-AVA y YV-AVC |
| Learjet 25               | 1     | h. 1975     | h. 1985  | YV-26CP |
| McDonnell Douglas DC-9   | 23    | 1967        | 1999     | YV-C-AVB, YV-66C (re-reg. YV-612C), YV-65C, YV-815C, YV-C-LEV (re-reg. YV-51C y YV-300C), YV-67C, YV-68C, YV-C-ACV (re-reg. YV-52C), YV-C-AVM, YV-C-AVR (re-reg. YV-57C), YV-70C, YV-71C (re-reg. YV-613C), YV-72C (re-reg. YV-614C), YV-73C, YV-82C, YV-C-AVD, YV-816C, YV-69C, YV-90C, YV-85C, YV-80C y YV-820C |
| McDonnell Douglas DC-10  | 3     | 1998        | 2002     | YV-51C, YV-50C y YV-60C |
| Stinson Detroiter        | 1     | 1943        | 1945     | YV-AVD |
| Sud Aviation Caravelle   | 1     | 1964        | 1973     | YV-C-AVI |

## Antiguos destinos

### Nacionales
AVENSA, atendía las principales ciudades de Venezuela, con varios vuelos regulares a la semana, siendo una de las Líneas Aéreas con mayor presencia en todo el territorio nacional. Entre sus destinos se encontraban:
| País      | Destinos                  | Aeropuertos                                                     |
| --------- | ------------------------- | --------------------------------------------------------------- |
| Venezuela | Acarigua                  | Aeropuerto Gral. Bgda. Oswaldo Guevara Mujica                   |
| Venezuela | Anaco                     | Aeropuerto Nacional Anaco                                       |
| Venezuela | Barcelona                 | Aeropuerto Internacional General José Antonio Anzoátegui        |
| Venezuela | Barinas                   | Aeropuerto Luisa Cáceres de Arismendi                           |
| Venezuela | Barquisimeto              | Aeropuerto Internacional Jacinto Lara                           |
| Venezuela | Cabimas                   | Aeropuerto Oro Negro                                            |
| Venezuela | Canaima                   | Aeropuerto Parque Nacional Canaima                              |
| Venezuela | Caracas                   | Aeropuerto Internacional de Maiquetía Simón Bolívar             |
| Venezuela | Carora                    | Aeropuerto La Greda                                             |
| Venezuela | Carúpano                  | Aeropuerto General José Francisco Bermúdez                      |
| Venezuela | Charallave                | Aeropuerto de Caracas-Óscar Machado Zuloaga                     |
| Venezuela | Ciudad Bolívar            | Aeropuerto Nacional Tomás de Heres                              |
| Venezuela | Ciudad Guayana            | Aeropuerto Internacional Manuel Piar                            |
| Venezuela | Coro                      | Aeropuerto José Leonardo Chirino                                |
| Venezuela | Cumaná                    | Aeropuerto Internacional Antonio José de Sucre                  |
| Venezuela | El Vigía                  | Aeropuerto Juan Pablo Pérez Alfonzo                             |
| Venezuela | Guanare                   | Aeropuerto Nacional La Coromoto                                 |
| Venezuela | Güiria                    | Aeropuerto Juan Manuel Valdez                                   |
| Venezuela | Higuerote                 | Aeropuerto de Higuerote                                         |
| Venezuela | Icabarú                   | Aeropuerto de Icabarú                                           |
| Venezuela | Kamarata                  | Aeropuerto de Kamarata                                          |
| Venezuela | Kavanayen                 | Aeropuerto de Kavanayen                                         |
| Venezuela | La Fría                   | Aeropuerto Internacional "Francisco García de Hevia" de La Fría |
| Venezuela | Las Piedras (Paraguaná)   | Aeropuerto Internacional Josefa Camejo                          |
| Venezuela | Maracaibo                 | Aeropuerto Internacional de La Chinita                          |
| Venezuela | Maturín                   | Aeropuerto Internacional José Tadeo Monagas                     |
| Venezuela | Mérida                    | Aeropuerto Alberto Carnevalli                                   |
| Venezuela | Porlamar                  | Aeropuerto Internacional del Caribe Santiago Mariño             |
| Venezuela | Puerto Ayacucho           | Aeropuerto Cacique Aramare                                      |
| Venezuela | Puerto Cabello            | Aeropuerto General Bartolomé Salom                              |
| Venezuela | San Antonio del Táchira   | Aeropuerto Internacional Juan Vicente Gómez                     |
| Venezuela | San Felipe                | Aeropuerto Subteniente Néstor Arias                             |
| Venezuela | San Fernando de Apure     | Aeropuerto Las Flecheras                                        |
| Venezuela | San Tomé                  | Aeropuerto Don Edmundo Barrios                                  |
| Venezuela | Santa Bárbara del Zulia   | Aeropuerto Miguel Urdaneta Fernández                            |
| Venezuela | Santa Elena de Uairén     | Aeropuerto de Santa Elena de Uairén                             |
| Venezuela | Santo Domingo del Táchira | Aeropuerto Internacional de Santo Domingo                       |
| Venezuela | Tucupita                  | Aeropuerto de Tucupita                                          |
| Venezuela | Valencia                  | Aeropuerto Internacional Arturo Michelena                       |
| Venezuela | Valera                    | Aeropuerto Internacional Antonio Nicolás Briceño                |
| Venezuela | Valle de la Pascua        | Aeropuerto de Valle de la Pascua "Tomás Montilla"               |

### Internacionales
En los destinos Internacionales, AVENSA, logró tener un exquisito servicio a bordo, habiéndose galardonado por premios al mejor servicio gastronómico a bordo de un avión, saliendo y entrando de Venezuela. Algunos destinos Internacionales ofrecidos, fueron:
| Países         | Destinos               | Aeropuertos                                     |
| Norteamérica   | Norteamérica           | Norteamérica                                    |
| -------------- | ---------------------- | ----------------------------------------------- |
| Estados Unidos | Miami                  | Aeropuerto Internacional de Miami               |
| Estados Unidos | Nueva York             | Aeropuerto Internacional John F. Kennedy        |
| Estados Unidos | Nueva Orleans          | Aeropuerto Internacional Louis Armstrong        |
| México         | Ciudad de México       | Aeropuerto Internacional de la Ciudad de México |
| El Caribe      |                        |                                                 |
| Aruba          | Oranjestad             | Aeropuerto Internacional Reina Beatrix          |
| Bonaire        | Kralendijk             | Aeropuerto Internacional Flamingo               |
| Curazao        | Willemstad             | Aeropuerto Internacional Hato                   |
| Jamaica        | Kingston               | Aeropuerto Internacional Norman Manley          |
| Jamaica        | Montego Bay            | Aeropuerto Internacional Sir Donald Sangster    |
| Sudamérica     |                        |                                                 |
| Argentina      | Buenos Aires           | Aeropuerto Internacional Ministro Pistarini     |
| Brasil         | Río de Janeiro         | Aeropuerto Internacional de Galeão              |
| Brasil         | São Paulo              | Aeropuerto Internacional de São Paulo-Guarulhos |
| Colombia       | Bogotá                 | Aeropuerto Internacional El Dorado              |
| Colombia       | Medellín               | Aeropuerto Internacional José María Córdova     |
| Ecuador        | Quito                  | Aeropuerto Internacional Mariscal Sucre         |
| Europa         |                        |                                                 |
| España         | Madrid                 | Aeropuerto de Madrid-Barajas                    |
| España         | Santiago de Compostela | Aeropuerto de Santiago de Compostela            |
| España         | Santa Cruz de Tenerife | Aeropuerto de Tenerife Sur                      |
| Francia        | París                  | Aeropuerto de París-Charles de Gaulle           |
| Italia         | Milán                  | Aeropuerto de Milán-Malpensa                    |
| Italia         | Roma                   | Aeropuerto de Roma-Fiumicino                    |
| Portugal       | Faro                   | Aeropuerto de Faro                              |
| Portugal       | Lisboa                 | Aeropuerto de Lisboa                            |
| Portugal       | Oporto                 | Aeropuerto de Oporto-Francisco Sá Carneiro      |
| Reino Unido    | Londres                | Aeropuerto de Londres-Heathrow                  |

## Accidentes e incidentes
- 20 de agosto de 1948: Un Douglas DC-3 (YV-C-AVN) desapareció en las costas de Las Piedras, Estado Falcón. Murieron los 3 tripulantes.

- 15 de diciembre de 1950: Un Douglas C-47-DL (YC-C-AVU) se estrelló en zona montañosa de Valera por error del piloto. Murieron 28 pasajeros y 3 miembros de la tripulación.

- 25 de diciembre de 1952: Un Douglas DC-3 (YV-C-AVX) se estrelló poco después del despegue frente a Maiquetía. Murieron 3 de los 5 ocupantes.

- 3 de septiembre de 1957: Un Douglas DC-3 (YV-C-AVG) se estrelló en el páramo Peñas Blancas y Niquitao del estado Trujillo. Murieron los 5 pasajeros y 3 tripulantes.

- 25 de febrero de 1962: Un Fairchild F-27 (YV-C-EVH) se estrelló contra Cerro El Piache en Margarita en vuelo entre Porlamar y Carúpano. Murieron 20 pasajeros y 3 tripulantes.

- 6 de abril de 1972: Un Curtiss C-46F (YV-C-EVF) se estrelló cerca de San Fernando de Apure, estado Apure en vuelo de carga. Murieron los dos tripulantes.

- 21 de agosto de 1973: Un SE210 Caravelle III (YV-C-AVI) se estrelló en Barquisimeto sin víctimas fatales.

- 22 de diciembre de 1974: Un Douglas DC-9 se estrelló poco después de despegar de Maturín por pérdida de comandos por desprendimiento de un elevador durante el ascenso. Murieron 72 personas entre pasajeros y tripulación.

- 11 de marzo de 1983: Un Douglas DC-9 (YV-67C) se estrelló tras aterrizar en el Aeropuerto Internacional de Barquisimeto. Murió 1 de los 5 tripulantes y 22 de los 45 pasajeros.

- 28 de mayo de 1985: Un Convair CV-580 (YV-84C) se estrelló tras el despegue en el Aeropuerto Oro Negro, de Cabimas. Murieron 2 de los 13 ocupantes (5 tripulantes).

### Secuestros
- 27 de noviembre de 1961 - DC-6 (YV-C-EVG) en ruta Maiquetía-Maracaibo. 5 secuestradores obligaron sobrevolar Caracas para lanzar volantes de protesta.

- 28 de noviembre de 1963 - CV-340 (YV-C-AVH) en ruta Ciudad Bolívar-Maiquetía. 6 secuestradores obligaron sobrevolar Ciudad Bolívar para lanzar volantes de protesta.

- 21 de marzo de 1968 - CV-580 (YV-C-AVA) en ruta Maiquetía-Maracaibo. 1 secuestrador obligó al piloto con un cuchillo a viajar a Cuba.

- 19 de junio de 1968 - DC-9 (YV-C-ABM) en ruta República Dominicana-Maiquetía. 1 secuestrador obligó al piloto con una granada a viajar a Cuba.

- 12 de octubre de 1971 - CV-580 (YV-C-AVA) en ruta Barcelona-Maiquetía. 2 fanáticos religiosos desviaron el vuelo a Cuba bajo amenaza de bomba. Un pasajero murió de un infarto.

- 18 de mayo de 1973 - CV-580 (YV-C-EVD) en ruta Valera-Barquisimeto. 4 secuestradores armados desviaron el vuelo a Cuba y exigieron la liberación de 79 presos políticos en Venezuela.

- 31 de octubre de 1973: Un pasajero secuestró la aeronave Douglas DC-9, camino a Maiquetía, unos minutos antes de aterrizar. La aeromoza, C. Morella Ledezma, y el capitán Prieto intentaron negociar con el secuestrador. Al informársele que no era posible por el combustible se suicidó. El joven secuestrador se disparó en la cabeza, después de amenazar a la tripulación con matarlos, y luego de pedir ir a Cuba. Había tomado el avión con la intención de visitar a sus padres, que estaban enfermos en Cuba. Pese a la odisea, no hubo muertos ni heridos entre los pasajeros y tripulación. El joven secuestrador sobrevivió el día, pero falleció luego en el hospital.

- 6 de noviembre de 1980 -  DC-9 (YV-57C) en ruta Maiquetía-Ciudad Guayana. 2 secuestradores desviaron el vuelo a Cuba tras derramar gasolina en la cabina y amenazar con encenderla.

- 5 de diciembre de 1981 - B-727-200 (YV-74C) en ruta Maiquetía-San Antonio del Táchira. 4 secuestradores armados desviaron el vuelo a Cuba.

## Eslóganes
- Años 80: AVENSA se eleva con usted.
- Años 90: AVENSA, la más internacional de las redes aéreas nacionales.